# Maruxa Villanueva
María Isaura Vázquez Blanco, conocida como Maruxa Villanueva, nacida en la Barrela (Lousada, Carballedo) en 1906 y difunta en Santiago de Compostela el 24 de noviembre de 1998, fue una cantante y actriz española, del ámbito gallego.

## Trayectoria
Emigró a Argentina con 20 años, y allí se hizo cantante y actriz, también colaboró en las actividades culturales de los emigrados gallegos en Buenos Aires y en los actos en favor de la República. Se casó  con Manuel Daniel Varela Buxán y con él formó la Compañía Gallega de Comedias Marujita Villanueva, con la que estrenó Os vellos non deben de namorarse. En Argentina hizo amistad con Salvador de Madariaga, Eduardo Blanco Amor, Fernando Iglesias 'Tacholas' y Castelao.
En 1949 regresó a Galicia donde montó la compañía Os Labregos, pero la censura franquista acabó con su actividad, y volvió a Buenos Aires en 1958. En 1962 retornó definitivamente a Galicia. En 1971 el presidente de la Fundación Rosalía de Castro Agustín Sixto Seco le propuso atender la Casa Museo Rosalía de Castro, de la que fue cuidadora hasta su muerte, y donde vivió a partir de 1974. Dedicó su tiempo a la casa y a la obra de Rosalía y se convirtió en especialista en el tema.

## Reconocimientos
Recibió numerosos premios y homenajes, entre ellos la Medalla Castelao de la Junta de Galicia y el Premio María Casares de teatro a título póstumo.
En 2001 el ayuntamiento de Padrón creó el Premio Maruxa Villanueva.